# القرن 17

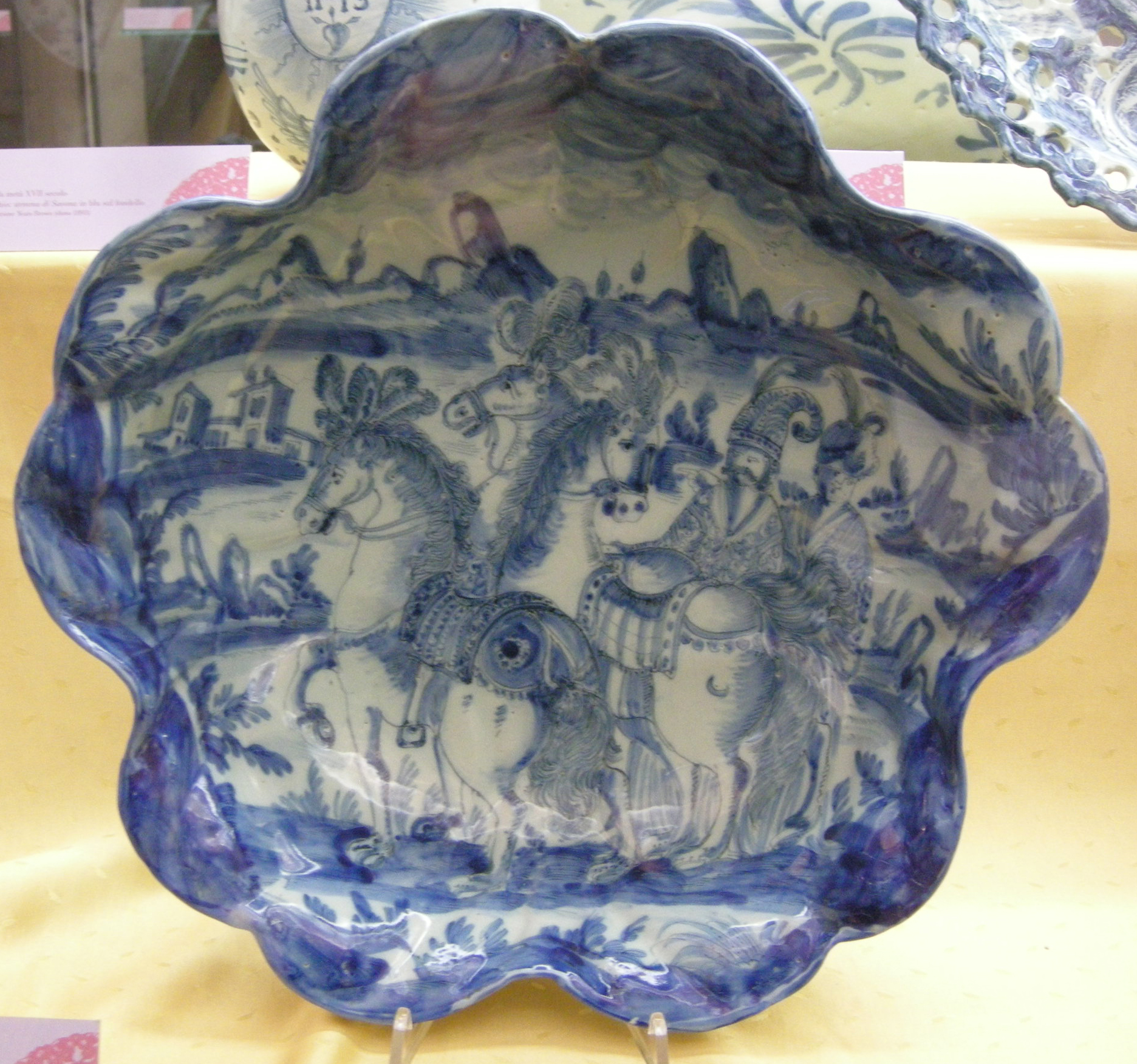
صحن من القرن 17

القرن السابع عشر هو الفترة الزمنية الممتدة من اليوم الأول لعام 1601 إلى اليوم الأخير من عام 1700 حسب التقويم الميلادي.
| عقد 1590 | 1590 | 1591 | 1592 | 1593 | 1594 | 1595 | 1596 | 1597 | 1598 | 1599 |
| عقد 1600 | 1600 | 1601 | 1602 | 1603 | 1604 | 1605 | 1606 | 1607 | 1608 | 1609 |
| عقد 1610 | 1610 | 1611 | 1612 | 1613 | 1614 | 1615 | 1616 | 1617 | 1618 | 1619 |
| عقد 1620 | 1620 | 1621 | 1622 | 1623 | 1624 | 1625 | 1626 | 1627 | 1628 | 1629 |
| عقد 1630 | 1630 | 1631 | 1632 | 1633 | 1634 | 1635 | 1636 | 1637 | 1638 | 1639 |
| عقد 1640 | 1640 | 1641 | 1642 | 1643 | 1644 | 1645 | 1646 | 1647 | 1648 | 1649 |
| عقد 1650 | 1650 | 1651 | 1652 | 1653 | 1654 | 1655 | 1656 | 1657 | 1658 | 1659 |
| عقد 1660 | 1660 | 1661 | 1662 | 1663 | 1664 | 1665 | 1666 | 1667 | 1668 | 1669 |
| عقد 1670 | 1670 | 1671 | 1672 | 1673 | 1674 | 1675 | 1676 | 1677 | 1678 | 1679 |
| عقد 1680 | 1680 | 1681 | 1682 | 1683 | 1684 | 1685 | 1686 | 1687 | 1688 | 1689 |
| عقد 1690 | 1690 | 1691 | 1692 | 1693 | 1694 | 1695 | 1696 | 1697 | 1698 | 1699 |
| عقد 1700 | 1700 | 1701 | 1702 | 1703 | 1704 | 1705 | 1706 | 1707 | 1708 | 1709 |

شهد هذا القرن صراع الإمبراطوريات على إنشاء مستعمرات في أمريكا وجزر الهند الشرقية للتجارة.
شهدت بداية هذا القرن انتصار الدولة الصفوية على الدولة العثمانية واستردوا أذربيجان وكردستان والموصل وبغداد.
شهد أيضا حرب الثلاثين عاما التي بدأت بالثورة البوهيمية بأعتراض البروتستانت على تعيين الكاثوليكي المتعصب فرديناند الثاني كولي لعهد الإمبراطور الروماني المقدس ماثياس وانضم لهم نبلاء النمسا ثم تدخلت دول أوروبا حيث دعمت اسبانيا هابسبورغ علي الجانب الأخر تدخلت الدنمارك والسويد وأخيرا فرنسا، انتهت حرب الثلاثين عاما بصلح وستفاليا بعد هزيمة هابسبورغ وانتصار السويديين والفرنسيين واعلان استقلال سويسرا وهولندا.
شهد أيضا اندلاع الحرب الأهلية الإنجليزية بين أنصار تشارلز الأول ملك إنجلترا من جهة وجيش البرلمانيين والأسكتلنديين من جهة. وبعد هزيمة الملكيين اسس أوليفر كرومويل كومنولث إنجلترا الحر. ولكن بعد عشر سنوات تم استعادة الحكم الملكي بعد وفاة كروميل.
شهد أيضا اندلاع الحروب الإنجليزية الهولندية للسيطرة علي البحار والمستعمرات.
تلقي العثمانيين في نهاية هذا القرن هزائم منكرة وأجبرت على توقيع معاهدة كارلوفجة تنازل فيها العثمانيون عن معظم أراضي المجر وترانسلفانيا وسلافونيا للنمسا في حين عادت بودوليا إلى بولندا ودالاماتيا وبلاد المورة لجمهورية البندقية.
في اليابان نهاية فترة أزوتشي موموياما وبداية فترة إيدو اما في الصين فتمكن نورهس من توحيد قبائل جورشن وشن هجوماً على سلالة مينغ الحاكمة في الصين حتي استطاع القضاء عليها وتأسيس سلالة تشينغ الحاكمة.

## أحداث
- 1600 تأسيس شركة الهند الشرقية البريطانية للتجارة مع جزر الهند الشرقية.
- 1601 أأنتهت معركة كينسال بأنتصار الجيش الإنجليزي علي جيش المقاومة الايرلندية.
- 1602 تأسيس شركة الهند الشرقية الهولندية للتجارة مع جزر الهند الشرقية.
- 1603 نهاية فترة أزوتشي موموياما وبداية فترة إيدو في اليابان بعد سيطرة توكوجاوا إيياسو الذي أسس شوغونية توكوغاوا.
- 1603 وفاة السلطان العثماني محمد الثالث في ديسمبر وخلفه ابنه أحمد الأول الذي تميز بدايه عهده بالحروب والتمردات فعم الفساد والظلم وغزا  الفرس العراق حتى تولي الصدر الاعظم مراد باشا القويوجي الذي نشر العدل وقضى على التمرد.
- 1603 وفاة إليزابيث الأولى ملكة إنجلترا وأيرلندا في مارس ولم يكن لها وريث انتقل الحكم إلى جيمس السادس ملك أسكتلندا وابن ماري ملكة اسكتلندا الذي أصبح جيمس الأول ملك إنجلترا وايرلندا واسكتلندا وبالتالي أول ملك لانجلترا من آل ستيوارت.
- 1605 وفاة قيصر عموم روسيا بوريس غودونوف في أبريل حيث عمت روسيا حالة من الفوضى فأعلن سييسموند فاسا ملك بولندا ترشيح نفسه للعرش المسكوفي وسار بجيش إلى روسيا لكن الطقس السيئ حال بينه وبين الوصول لموسكو بالإضافة لتمرد جنوده مما اضطره للعودة خائبا.
- 1605 تمكن الشاه عباس الأول الصفوي من الانتصار علي العثمانيين واسترد  أذربيجان وكردستان  والموصل  وبغداد.
- 1606 بدأ الإستيطان الإنجليزي في أمريكا عندما أعطى جيمس الأول ملك إنجلترا إحدى الشركات الحق بإقامة مستوطنة فجهزت ثلاث سفن محملة بالجنود المسرحين والمغامرين فوصلت إلى ساحل فرجينيا.
- 1606 طلب ماثياس من اخيه الإمبراطور الروماني رودولف الثاني المريض السماح له بالتعامل مع المتمردين المجريين البروتستانت. وكانت النتيجة هي معاهدة فيينا والتي تضمنت الحرية الدينية في المجر.
- 1606 تولي ماثياس حكم المجر وكرواتيا وبوهيميا لاحقا من قبل اخيه الإمبراطور الروماني رودولف الثاني.
- 1610 أغتيل هنري الرابع ملك فرنسا علي يد راهب فرنسي مجنون في مابو وخلفه ابنه لويس الثالث عشر ملك فرنسا
- 1611 أعلن كريستيان الرابع ملك الدنمارك والنرويج الحرب علي السويد وشرع في غزو السويد.
- 1611 وفاة كارل التاسع ملك السويد وخلفه ابنه غوستاف الثاني أدولف الذي عقد صلحا مع الدنمارك ليتفرغ لحربه مع سييسموند فاسا ملك بولندا المطالب بعرش السويد.
- 1612 وفاة الإمبراطور الروماني رودولف الثاني في يناير وخلفه اخية ماثياس الثاني.
- 1614 أنتخب مجلس زيمسكي (مؤتمر ممثلي فئات الشعب) ميخايل رومانوف قيصر عموم روسيا الذي يعتبر مؤسس عائلة رومانوف التي استمرت في الحكم حتي 1917م.
- 1614 تأسيس شركة الهند الشرقية الدنماركية للتجارة مع الهند.
- 1617 عقد غوستاف الثاني أدولف ملك السويد صلحا مع قيصر عموم روسيا ميخايل رومانوف أعترفت فيه روسيا بسيادة السويد علي ليفونيا وأستونيا.
- 1617 وفاة االسلطان العثماني أحمد الأول في نوفمبر وخلفه اخيه مصطفى الأول الذي كان غير قادرا علي إدارة شؤن الدولة فعزل بعد ثلاث أشهر وتولي ابن اخيه عثمان الثاني.
- 1618 أعلن السلطان العثماني عثمان الثاني الحرب علي بولندا لتدخلها في شؤن البغدان (مولدوفا) ودعم القوزاق كان عثمان يطمح في غزو بولندا والوصول لبحر البلطيق لتطويق النمسا من الشرق والجنوب ولكنه فشل واضطر لعقد معاهدة بعد موافقة بولندا علي عدم تدخلها في شؤن البغدان.
- 1618 بدأت حرب الثلاثين عاما بالثورة البوهيمية عندما اراد الإمبراطور الروماني ماثياس الذي كان بدون وريث تأمين تمرير انتقال للسلطة لاحد افراد عائلة آل هابسبورغ فاختار ابن عمه الكاثوليكي المتعصب فرديناند ولياً للعهد فأشتعلت الثورة في بوهيميا ذات الاغلبية البروتستانتية.
- 1619 وفاة الإمبراطور الروماني ماثياس في مارس وخلفه فرديناند الثاني (إمبراطور روماني مقدس). فانتفض البوهيميين الذين رجحت كفتهم عند بداية التمرد وانضم لثورتهم الكثير من نبلاء النمسا العليا اللوثرييين والكلفنيين.
- 1619 وقعت النمسا العليا والسفلى التي ما زالت تحت سيطرة الثوار تحالفا مع البوهيميين الذين عزلوا الإمبراطور الروماني فرديناند الثاني رسمياُ عن عرش بوهيميا ونصبوا فريدريك الخامس (ناخب بالاتينات).
- 1620 في المجر استمر الترانسلفانيون في إحراز تقدم ونجحوا في طرد جيش الإمبراطور الروماني فرديناند الثاني.
- 1621 وفاة فيليب الثالث ملك إسبانيا في مارس وخلفه ابنه فيليب الرابع ملك إسبانيا الذي لبي طلب عمه الإمبراطور الروماني فرديناند الثاني وارسل جيشا اسبانيا لمواجهه الثوار البروتستانت.
- 1621 حقق الإمبراطور الروماني فرديناند الثاني انتصار حاسما على فريدريك الخامس (ناخب بالاتينات) في معركة الجبل الأبيض بالقرب من براغ أدت هذه الهزيمة إلى انحلال رابطة الاتحاد الإنجيلي. وفقدان فريدريك الخامس لأملاكه بعد ان جردته الإمبراطورية من حقوقه وأعطيت أراضيه في بالاتينات لنبلاء كاثوليك وأعطي لقبه ناخب بالاتينات لابن عمه دوق بافاريا.
- 1621 أنتهت المرحلة الأولى من حرب الثلاثين عاما في شرق ألمانيا بتوقيع صلح منح ترانسلفانيا بعض من اراضي المجر وهزيمة ساحقة للبروتستانت دفعت بقايا جيوش البروتستانت للهرب الي هولندا.
- 1621 قاد غوستاف الثاني أدولف ملك السويد جيشه عبر البلطيق واحتل ريفا البولندية وثبت سيطرته علي ليفونيا.
- 1622 أستولى الهولنديون على معظم مراكز التجارة البرتغالية الموجودة في الهند الشرقية وسيطروا علي تجارة  البهارات المربحة مما ادي لامتلاك هولندا أكبر أسطول تجاري في أوروبا وازدادت قوة البحرية الهولندية تدريجيا وإن كانت بمعدل أقل من أسطولها التجاري.
- 1622 ألقي السلطان العثماني عثمان الثاني باللوم علي الإنكشارية لعدم قدرة الجيش علي احتلال بولندا وشرع في اصلاحات جذرية في الجيش مما اغضب الانكشارية الذين انقلبوا عليه وقتلوه في مايو وتولي عمه السلطان مصطفى الأول مرة اخري.
- 1623 عزل السلطان العثماني مصطفى الأول وتولي ابن اخيه مراد الرابع في الحادي عشر من عمره فسيطر عليه الانكشارية في بداية ولايته اللتي تميزت بعدم الاستقرار حتي ثار عليه الإنكشارية فضرب بيد من حديد على الثائرين وقتل كل من ثبت أن له علاقة بالفتنة فاستقرت الأوضاع وبدأ السلطان في أعادة النظام إلى الدولة تمهيدا لاستعادة الأراضي اللتي فقدتها السلطنة.
- 1625 وفاة جيمس الأول ملك إنجلترا وإيرلندا وأسكتلندا في مارس وخلفه ابنه تشارلز الأول ملك إنجلترا الذي حل البرلمان وحاول الحكم منفردا ولكن انتفاضة الاسكتلنديين اجبرته علي إعادة البرلمان.
- 1625 خشية النجاحات الكاثوليكية في حرب الثلاثين عاما قرر كريستيان الرابع ملك الدنمارك والنرويج اللوثري ودوق هولشتاين الواقعة ضمن الإمبراطورية الرومانية المقدسة التدخل في حرب الثلاثين عاما.
- 1626 أحتل الجيش السويدي بروسيا الشرقية والغربية الخاضعتين للتاج البولندي.
- 1629 تراجع جيش الدنمارك امام الجيش الامبراطوري الذي احتل بوميرانا وبوتلند لكن لم يستطع احتلال كوبنهاجن واضطر كريستيان الرابع للتفاوض الذي انتهي بمعاهدة لوبيك التي نصت على احتفاظ كرستيان الرابع بسيطرته على الدنمارك شريطة تخليه عن دعم الإمارات الألمانية البروتستانتية.
- 1629 أنتهت حرب السويد وبولندا بصلح التمارك بمقتضاه سيطرت السويد على ليفونيا وعلى البلطيق.
- 1630 خوفا من الطوفان الكاثوليكي قرر غوستاف الثاني أدولف ملك السويد التدخل في حرب الثلاثين عاما.
- 1631 أعتبرت السويد التقدم النمساوي في بوميرانا مثابة إعلان جديد للحرب لذا وثـّق التحالف مع فرنسا.
- 1632 أحتل الجيش السويدي ميونخ وماينتس فاعاد الجيش الامبراطوري تنظيم صفوفه وهاجم الجيش السويدي في معركة لوتسن ولكن النصر كان حليف السويد رغم وقوع ملك السويد غوستاف الثاني أدولف قتيلا في نوفمبر وخلفه في الحكم ابنته كرستينا ملكة السويد.
- 1632 وفاة سييسموند فاسا ملك بولندا في أبريل وخلفه ابنه فواديسواف الرابع فاسا الذي كان متسامحا مع البروتستانت في بولندا ونجح بفضل سياسته في بقاء بولندا بعيدة عن حرب الثلاثين عاما التي اجتاحت أوروبا رغم كونه حليفا لآل هابسبورغ.
- 1634 تحركت إسبانيا لمواجهه التهديدات المتواصلة للسويد التي هددت بوهيميا والنمسا مركز أسرة هابسبورغ واحتلت ما يقرب من نصف ولايات الإمبراطورية الرومانية المقدسة.
- 1636 أنزعج كريستيان الرابع ملك الدنمارك والنرويج من انتصارات السويد التي أصبحت سويدية أكثر منها بروتستانتية فقرر ان يتدخل لجانب النمسا البعيدة بدلا من السويد القريبة فأعلن الحرب علي السويد لكنه انهزم وتم غزو أراضيه مجددا مما أدى لترك الدانمارك الحرب.
- 1637 وفاة الإمبراطور الروماني فرديناند الثاني في فبراير وخلفه ابنه فرديناند الثالث (إمبراطور روماني مقدس).
- 1639 اندلعت حروب الممالك الثلاث إنجلترا وايرلندا واسكتلندا وهي حرب اهلية اندلعت بسبب فرض ممارسات انجليكانية علي الكنيسة الاسكتلندية واضطهاد الكاثوليك في ايرلندا.
- 1640 أندلاع حرب الاستعادة البرتغالية بين إسبانيا و البرتغال لانفصال البرتغال عن الاتحاد الأيبيري.
- 1640 وفاة السلطان العثماني مراد الرابع في فبراير وخلفه اخيه إبراهيم الأول الضعيف ورغم الحالة السيئة التي كانت عليها أجهزة الدولة وتغلغل نفوذ نساء القصر فإن الدولة ظلت قوية فقامت بغزو جزيرة كريت وانتزاعها من ايدي جمهورية البندقية.
- 1643 وفاة لويس الثالث عشر ملك فرنسا في مايو وخلفه ابنه لويس الرابع عشر ملك فرنسا في الخامسة من عمره تحت وصاية الوزير الأول جول مازاران
- 1643 قرر جول مازاران الوصي علي ملك فرنسا التدخل في حرب الثلاثين عاما الي جانب البروتستانت في مواجهه آل هابسبورغ فعبر الجيش الفرنسي الراين ليشترك في النزاع وتلاحم مع الجيش الأسباني في روكروا حيث حطم الفرنسيين قوة مشاة الجيش الإسباني التي لا تقهر.
- 1644 تمكن نورهس من توحيد قبائل جورشن وشن هجوماً على سلالة مينغ الحاكمة في الصين حتي استطاع القضاء عليها وتأسيس سلالة تشينغ الحاكمة
- 1645 تمكن البروتستانت من الانتصار علي الجيش الامبراطوري في معركة يانكوف في بوهيميا.
- 1645 أندلعت الحرب الأهلية في إنجلترا بين أنصار الملك تشارلز الأول ملك إنجلترا من جهة وجيش البرلمانيين والأسكتلنديين من جهة أخري حيث منيت القوات الملكية بهزيمة في نيزبي.
- 1648 أعلن صلح وستفاليا منهيا حرب الثلاثين عاما التي كانت ضحاياها ثلث سكان ألمانيا بهزيمة هابسبورغ وانتصار السويديين والفرنسيين.
- 1648 أهم بنود صلح وستفاليا: الأعتراف بأستقلال سويسرا وهولندا. ونالت فرنسا اراض وعشر مدن في الالزاس. ونالت السويد بوميرانا الغربية بالإضافة لبريمن وفيردن. قسمت البالاتينات بين شارل لويس أبن فريدريك الخامس ودوق بافاريا ماكسيميليان وبذلك قسمت بين البروتستانت والكاثوليك ولكل منهم صوت انتخابي. حصلت براندنبورج - بروسيا على بوميرانا الشرقية.
- 1648 وفاة ملك بولندا فواديسواف الرابع فاسا في مايو وخلفه اخيه يان الثاني الذي فقدت بولندا في عهده الكثير من اراضيها في حروبها مع روسيا والسويد
- 1648 تدهورت احوال الدولة العثمانية واضطربت ماليتها ونزع الإنكشارية إلى التدخل في شئون الدولة حاول السلطان إبراهيم الأول أن يقمع الفتنة ويتخلص من زعماء الإنكشارية لكنهم علموا بنواياه فقتلوه في أغسطس وخلفه ابنه محمد الرابع وهو في السابعة من عمره تحت وصاية جدتة السلطانة كوسم.
- 1649 بعد انتصار البرلمانيين علي الملكيين في الحرب الأهلية الإنجليزية عقد قائد الثوار الإنجليزي أوليفر كرومويل جلسة خاصة للبرلمان الذي أصدر حكم بإعدام تشارلز الأول ملك إنجلترا في يناير.
- 1650 وفاة حاكم الجمهورية الهولاندية وليم أورانج الثاني والغاء منصب الحاكم العام.
- 1651 أنتصار أوليفر كرومويل علي تشارلز ابن تشارلز الأول ملك إنجلترا السابق في معركة  ووستر وهرب تشارلز إلى هولاندا ودخلت البلاد فترة انتقال السلطة.
- 1651 أصبح أوليفر كرومويل الحاكم الفعلى لانجلترا واسكتلندا وأيرلندا مؤسسا كومنولث إنجلترا الحر الذي أصبح رئيسه.
- 1652 أندلعت الحرب الإنجليزية الهولندية الأولى للسيطرة علي البحار وانتهت بانتصار البحرية الإنجليزية وبداية بسط سيطرتها على البحار والتوسع في اقامة مستعمرات إنجليزية في العالم الجديد.
- 1653 انتخاب يوهان دي فيت حاكم عام الجمهورية الهولاندية
- 1654 تخلت كرستينا ملكة السويد عن العرش بعد اعتناقها االكاثوليكية وخلفها كارل العاشر غوستاف الذي كان كونت بلاتينات الألمانية.
- 1654 وفاة قيصر عموم روسيا ميخايل رومانوف في يوليو وخلفه ابنه أليكس الأول الذي نقل بعض اختصاصاته الي مجلس الدوما.
- 1654 أندلعت ثورة القوزاق في اوكرانيا التابعة لبولندا واثروا تبعيتها لروسيا وبالفعل استولي الجيش الروسي علي اوكرانيا الشرقية بدعم القوزاق واصبح اقليم روسي بحكم ذاتي.
- 1655 بينما كان البولنديون يحاربون الروس في الجبهة الشرقية قاد كارل العاشر غوستاف ملك السويد جيشه إلى غرب بولندا واستولى على العاصمة وارسو واخضع الجيش البولندي والنبلاء الذين اقسموا يمين الولاء لملك السويد الا ان الجيش السويدي عاث في البلاد فساد من سلب ونهب مما اثار الشعب وخاصة الكاثوليك فانتفض وطرد الحامية السويدية واعاد الملك البولندي يان الثاني.
- 1655 وقعت روسيا هدنة مع بولندا مؤثرة جيرة بولندا علي جيرة السويد.
- 1657 وفاة الإمبراطور الروماني فرديناند الثالث في أبريل وخلفه ابنه ليوبولد الأول (إمبراطور روماني مقدس)
- 1660 أدت الأزمة السياسية التي تلت وفاة أوليفر كرومويل إلى استعادة النظام الملكى وعودة تشارلز الثاني ملك إنجلترا وأسكتلندا وإيرلندا.
- 1660 وفاة كارل العاشر غوستاف ملك السويد في فبراير وخلفه ابنه كارل الحادي عشر في الخامسة من عمره الذي أبرم صلح اوليفيا مع بولندا.
- 1664 تأسيس شركة الهند الشرقية الفرنسية للتجارة مع جزر الهند الشرقية.
- 1665 وفاة فيليب الرابع ملك إسبانيا في سبتمبر وخلفه ابنه كارلوس الثاني ملك إسبانيا.
- 1665 بدأ الحرب الإنجليزية الهولندية الثانية من خلال محاولات إنجليزية بالاستيلاء عنوة على الممتلكات الهولندية في إفريقيا وأمريكا الشمالية. بدأ النزاع في صالح الإنجليز بالاستيلاء على نيو أمستردام التي أُعيد تسميتها نيويورك.
- 1667 شنت هولندا هجومًا مفاجئًا على إنجلترا في ميدواي اغرقت معظم سفن الأسطول الإنجليزي واسروا تشارلز الثاني ملك إنجلترا انتهت الحرب الإنجليزية الهولندية الثانية بتوقيع معاهدة بريدا.
- 1667 توقيع معاهدة أندروسوف بين بولندا وروسيا ونالت روسيا بمقتضى المعاهدة سمولينسك، وكييف وأوكرانيا الشرقية
- 1668 بعد انتصار البرتغال علي الاسبان بدعم فرنسي إنجليزي انتهت حرب الاستعادة البرتغالية بمعاهدة لشبونة التي تقضي باعتراف اسبانيا باستقلال البرتغال مقابل تنازل البرتغال عن سبتة إلى التاج الأسباني وتتويج أفونسو السادس ملك البرتغال.
- 1669 تخلي الملك البولندي يان الثاني عن العرش وانتخب خلفه ميشيل الأول الذي خسر اوكرانيا الغربية في حربه مع العثمانيين.
- 1672 أندلاع الحرب الإنجليزية الهولندية الثالثة وسرعان ما تدخلت فرنسا في الحرب ضد هولاندا فقامت بغزو الفلاندرز.
- 1672 عرض الحاكم العام لجمهورية هولاندا يوهان دي فيت صلح لفرنسا يضمن انسحابها رفضه لويس الرابع عشر ملك فرنسا وشعر الهولانديين بالمهانة لبنود الصلح فاانقلبوا علي يوهان دي فيت وقتله الغوغاء في الشارع. وتم أنتخاب ويليام الثالث اورانج.
- 1674 خشي البرلمان الإنجليزي ان يكون التحالف الإنجليزي الفرنسي مقدمة لكثلكة إنجلترا واجبر تشارلز الثاني ملك إنجلترا علي توقيع معاهدة وستمنستر مع الهولانديين التي تقضي بمنح هولندا سورينام مقابل تنازل هولاندا عن نيو أمستردام (نيويورك) لإنجلترا.
- 1676 وفاة الملك البولندي ميشيل الأول وانتخب الديت البولندي خلفه يوحنا الثالث سوبياسكي الذي دحر العثمانيين واجبرهم علي الاعتراف بسيادة بولندا علي اوكرانيا الغربية.
- 1676 وفاة قيصر روسيا أليكس الأول في يناير وخلفه ابنه فيودر الثالث.
- 1678 أنتهت الحرب الفرنسية الهولندية بمعاهدة نبجمجن التي تقضي بأنسحاب الفرنسيين من الأراضي الهولاندية مقابل احتفاظ فرنسا بفرانش كونتية.
- 1678 نشبت الحرب بين الدولة العثمانية  وروسيا بسبب الصراع حول الأراضي الأوروبية الشرقية في أوكرانيا.
- 1680 أصدر كارل الحادي عشر ملك السويد قانون الانتزاع السويدي لاستعادة كل الهبات التي منحت للنبلاء لاحياء الاقتصاد السويدي.
- 1681 أنتهت الحملة العثمانية علي روسيا بعقد معاهدة أدرنة بين الدولتين أتفق فيها الطرفان على تقسيم أوكرانيا بين العثمانيين والروس.
- 1682 وفاة قيصر روسيا فيودر الثالث في مايو وخلفه اخيه إيفان الخامس مشاركة مع اخيه بطرس نظرا لمرضه.
- 1683 حاصر الجيش العثماني العاصمة النمساوية فيينا لمدة شهرين فأستغاث الإمبراطور الروماني ليوبولد الأول بالإمارات الألمانية ولكنها تباطأت فارسل ل يوحنا الثالث سوبياسكي ملك بولندا الذي اتي بالامدادات وأنتصر علي العثمانيين في معركة فيينا واجبرهم علي فك الحصار عن فيينا.
- 1684 شكلت النمسا وبولندا وجمهورية البندقية تحالف مقدس لمحاربة العثمانيين.
- 1685 وفاة تشارلز الثاني ملك إنجلترا وايرلندا واسكتلندا في فبراير وخلفه اخيه جيمس الثاني ملك إنجلترا.
- 1687 تلقى العثمانيين هزيمة منكرة في معركة موهاج الثانية أمام التحالف المقدس وسقطت بودا العاصمة القديمة للمجر واستولي البنادقة علي بلاد المورة.
- 1687 ثار الجيش العثماني بسبب الهزائم المتتابعة التي لحقت بالدولة العثمانية وقام بخلع السلطان محمد الرابع في نوفمبر وخلفه اخيه سليمان الثاني وفي بداية عهده سقطت بلغراد وترانسلفانيا  والبوسنة والأفلاق في أيدي الحلف المقدس بقيادة  النمسا.
- 1687 خشي لويس الرابع عشر ملك فرنسا من انتصارات الحلف المقدس فنقض الهدنة مع الامبراطورية الرومانية وتجددت الحرب بين فرنسا والجيش الامبراطوري فتوقف الزحف علي الدولة العثمانية.
- 1688 ثار البرلمانيون علي جيمس الثاني ملك إنجلترا الكاثوليكي وعزلوه وتتويج ابنته ماري الثانية ملكة إنجلترا وزوجها ويليام الثالث ملك إنجلترا.
- 1690 عين السلطان العثماني سليمان الثاني مصطفي كوبريللي صدر اعظم الذي انتصر في معركتي  كلادوفا واورسوفا بالبوسنة واستعاد بلغراد وبذلك استعادوا نهر الدانوب كخط حدودي وحاول إعادة احتلال المجر لكنه هـُزم في معركة سلانكامن على يد الجيش النمساوي.
- 1691 وفاة السلطان العثماني سليمان الثاني في يونيو وخلفه اخيه أحمد الثاني.
- 1695 وفاة السلطان العثماني أحمد الثاني في فبراير وخلفه ابن اخيه مصطفى الثاني.
- 1696 وفاه قيصر عموم روسيا إيفان الخامس في يناير وخلفه اخيه بطرس الأكبر الذي قاد سياسة التوسع التي حولت روسيا القيصرية  إلى الإمبراطورية الروسية.
- 1696 وفاة الملك البولندي يوحنا الثالث سوبياسكي وانتخب الديت خلفه ناخب ساكسونيا فريدرش أوغسطس الأول.
- 1697 وفاة كارل الحادي عشر ملك السويد في أبريل وخلفه ابنه كارل الثاني عشر.
- 1699 تمكن الحلف المقدس من تحقيق الانتصار علي الجيش العثماني وأجبر السلطان العثماني مصطفى الثاني على توقيع  معاهدة كارلوفجة تنازل فيها عن معظم أراضي المجر  وترانسلفانيا وسلافونيا للنمسا في حين عادت بودوليا إلى بولندا ودالاماتيا وبلاد المورة لجمهورية البندقية.
- 1601: معركة كينسال، المعركة الأكثر أهمية في التاريخ الآيرلندي.
- 1602: أرسل البرتغاليون قوة استكشافية كبيرة (وأخيرة) من ملقا نجحت في إعادة فرض السيطرة البرتغالية.
- 1602: تأسست شركة الهند الشرقية الهولندية (VOC) من خلال دمج الشركات التجارية الهولندية المتنافسة. نجاحها ساهم في العصر الذهبي الهولندي.
- 1602: يونيو، الرحلة الأولى لشركة الهند الشرقية البريطانية، بقيادة السير جيمس لانكستر، تصل إلى آتشيه وتبحر إلى بنتن حيث يسمح له ببناء مركز تجاري يصبح مركز التجارة البريطانية في إندونيسيا حتى عام 1682.
- 1603: أول مركز تجاري هولندي دائم في بنتن، جاوة الغربية. أول هجوم مفاجئ ناجح لشركة الهند الشرقية الهولندية على سفينة برتغالية.
- 1603: وفاة إليزابيث الأولى من إنجلترا ويخلفها ابن عمها الملك جيمس السادس من أسكوتلندا، الذي وحد تيجان أسكوتلندا وإنجلترا.
- 1603: سيطر توكوجاوا إيياسو على اليابان وأسس شوغونية توكوغاوا التي حكمت البلاد حتى عام 1868.
- 1603-1623: بعد تطوير جيشه، وسع عباس الأول بلاد فارس باستحواذه على أراضٍ من العثمانيين والبرتغاليين.
- 1605: مؤامرة البارود أحبطت في إنجلترا.
- 1605: يستعيد العثمانيون حصن فيسبرم وحصن فيسيغراد.
- 1606: انتهاء الحرب الطويلة بين الدولة العثمانية والنمسا بمعاهدة زيتفاتوروك - النمسا تخلت عن ترانسيلفانيا.
- 1607: إسكندار مودا يصبح سلطان آتشيه (حكم 1607-1637). وسوف يطلق سلسلة من الفتوحات البحرية التي من شأنها تحويل آتشيه إلى قوة كبيرة في أرخبيل الملايو الغربية.
- 1608: مدينة كويبيك تأسست بواسطة صموئيل دي تشامبلين في فرنسا الجديدة (كندا حالياً).
- 1610: بانمبهان سيدا إنغ كرابياك سلطان ماتارام بجاوة الوسطى يهاجم سورابايا، مدينة منيعة على الساحل الشمالي.
- 1611: أنشأ الهولنديين مقرا لهم في جاياكارتا (سميت بعدها «باتافيا» ثم «جاكرتا»).
- 1611: تاجر هولندي يقتل في بنجرماسين وبعدها نهبت وخربت شركة الهند الشرقية الهولندية التجارية المدينة.
- 1613: السلطان إسكندار مودا سلطان آتشيه يستولي علي ميناء سوماتران الشمالية من سلطنة دلي.إخضاع سلطنة دلي هذا سمح لآتشيه بتركيز جهودها التوسعية على مضيق ملقا، لكنه أجبر لاحقا على التراجع إلى آتشيه.
- 1613: تأسيس أسرة رومانوف التي حكمت روسيا وانتهت بقيام الثورة البلشفية عام 1917.
- 1613: وفاة بانمبهان سيدا إنغ كرابياك سلطان ماتارام وتولية ابنه خلفا له.
- 1613 - 1617: غزو الكومنولث البولندي الليتواني من قبل التتار عشرات المرات.
- 1614: السلطان إسكندار مودا سلطان آتشيه يغرق أسطولا برتغاليا قبالة جزيرة بنتن.
- 1615: السلطان بانمبهان أجونج سلطان ماتارام يغزو ساحل جاوة الشرقي (قلب إمبراطورية ماجاباهيت القديمة).
- 1622: تم الاستيلاء على جزيرة هرمز من قبل قوة أنجلو فارسية من البرتغال.
- 1625: السلطان بانمبهان أجونج سلطان ماتارام يغزو سورابايا، وهي مدينة تجارية ومنافس ماتارام الأقوى في جاوة الشرقية.
- 1627: انقراض الأرخص
- 1628-1629: أطلق السلطان أجونج سلطان ماتارام حملة فاشلة لقهر باتافيا الهولندية.
- 1629: أطلق السلطان إسكندار مودا سلطان آتشيه محاولة فاشلة للاستيلاء علي ملقا البرتغالية.
- 1632: بدأ البناء في تاج محل في أغرا، الهند.
- 1639-1651: حروب الممالك الثلاث (حروب أهلية) في كافة أنحاء أسكوتلندا، إيرلنده، وإنجلترا.
- 1640: استعادت البرتغال استقلالها من إسبانيا واضعة حداً للاتحاد الآيبيري.
- 1640: منع التعذيب في إنجلترا.
- 1648-1667: حروب الطوفان في بولندا جعلتها خراباً.
- 1648-1669: فتح العثمانيين كريت بعد هزيمة البندقية في حصار كاندية.
- 1652: الحروب الإنجليزية الهولندية بدأت.
- 1660: الجمعية الملكية في لندن لتحسين المعرفة الطبيعية تأسست.
- 1661: بدأ عهد كانجكسي، إمبراطور الصين.
- 1662: استحوذ كوشينغا على تايوان من الهولنديين وأسس مملكة تونغنينغ التي حكمت حتى عام 1683.
- 1664: استحوذت القوات البريطانية على أمستردام الجديدة وبدلت اسمها إلى نيويورك.
- 1665: هزمت البرتغال إمبراطورية الكونغو.
- 1667-1699: وقفت الحرب التركية العظيمة توسع الدولة العثمانية نحو أوروبا.
- 1676: شرعت روسيا والدولة العثمانية الحروب التركية الروسية.
- 1688-1697: التحالف الكبير أراد توقيف التوسع الفرنسي أثناء حرب تسعة السنوات.

## شخصيات هامة
- غوستافوس أدولفوس، ملك السويد (1594 - 1632).
- توكوجاوا إيياسو.
- فرانسيز بيكون، فيلسوف وسياسي إنجليزي (1561 - 1626).
- غأبريل بيثلين، أمير المجر (1580 - 1629).
- السير توماس براون، مؤلف إنجليزي وفيلسوف وعالم (1605 - 1682).
- تشارلز الأول[ ؟ ] من إنجلترا (1600 - 1649).
- تشارلز الثاني من إنجلترا (1630 - 1685).
- جون دون، شاعر إنجليزي (1572 - 1631).
- إليزابيث الأولى من إنجلترا (1533 - 1603).
- غاليلو غاليلي، فيلسوف طبيعي إيطالي (1564 - 1642).
- أندريس جريفيوس، شاعر ومسرحي ألماني (1616 - 1664).
- توماس هوبز، فيلسوف وعالم رياضيات إنجليزي (1588 - 1679).
- يوهانز كيبلير، فلكي ألماني (1571 - 1630).
- جون لوك، فيلسوف إنجليزي (1632 - 1704).
- جيمس الأول من إنجلترا (1566 - 1625).
- سبينوزا، فيلسوف هولندي (1632-1677).
- جيمس الثاني من إنجلترا (1633 - 1701).
- اوليفر كرومويل من انكلترا (1599 - 1658).
- ليوبولد الأول، إمبراطور روماني مقدس (1640 - 1705).
- لويس الرابع عشر، ملك فرنسا (1638 - 1715).
- ماري الثانية من إنجلترا (1662 - 1694).
- جون ميلتن، مؤلف وشاعر إنجليزي (1608 - 1674).
- مياموتو موساشي، محارب مشهور في اليابان، ومؤلف كتاب «خمسة الحلقات»، إطروحة في الإستراتيجية والمعركة العسكرية (1584 - 1645).
- إسحاق نيوتن، فيزيائي وعالم رياضيات إنجليزي (1642 - 1727).
- صموئيل بيبس، موظف حكومي وكاتب يوميات إنجليزي (1633 - 1703).
- هنري بورسيل، ملحن إنجليزي (1659 - 1695).
- سامارث رامداس، قديس هندوسي (1608 - 1681).
- وليم شكسبير، مؤلف وشاعر إنجليزي (1564 - 1616).
- وليام الثالث من إنجلترا (1650 - 1702).

## الاختراعات والاكتشافات
- حساب التفاضل والتكامل اخترع واستعمل لصياغة الميكانيكا الكلاسيكية.
- المقياس الأول لسرعة الضوء عام 1676.
- الأوراق النقدية أعيد تقديمها في أوروبا.
- الآيس كريم.
- الشاي والقهوة أصبحا شعبيين في أوروبا.
- المرأة الأديبة